# Andrea Duran
Pour les articles homonymes, voir Duran.
Andrea Duran (Selma, 12 avril 1984 - ) est une joueuse de softball américaine. Elle remporta en 2006, une médaille d'or au championnat du monde de softball. En 2008, elle remporta une médaille d'argent avec l'équipe américaine de softball.